# Área de congregación de zánganos

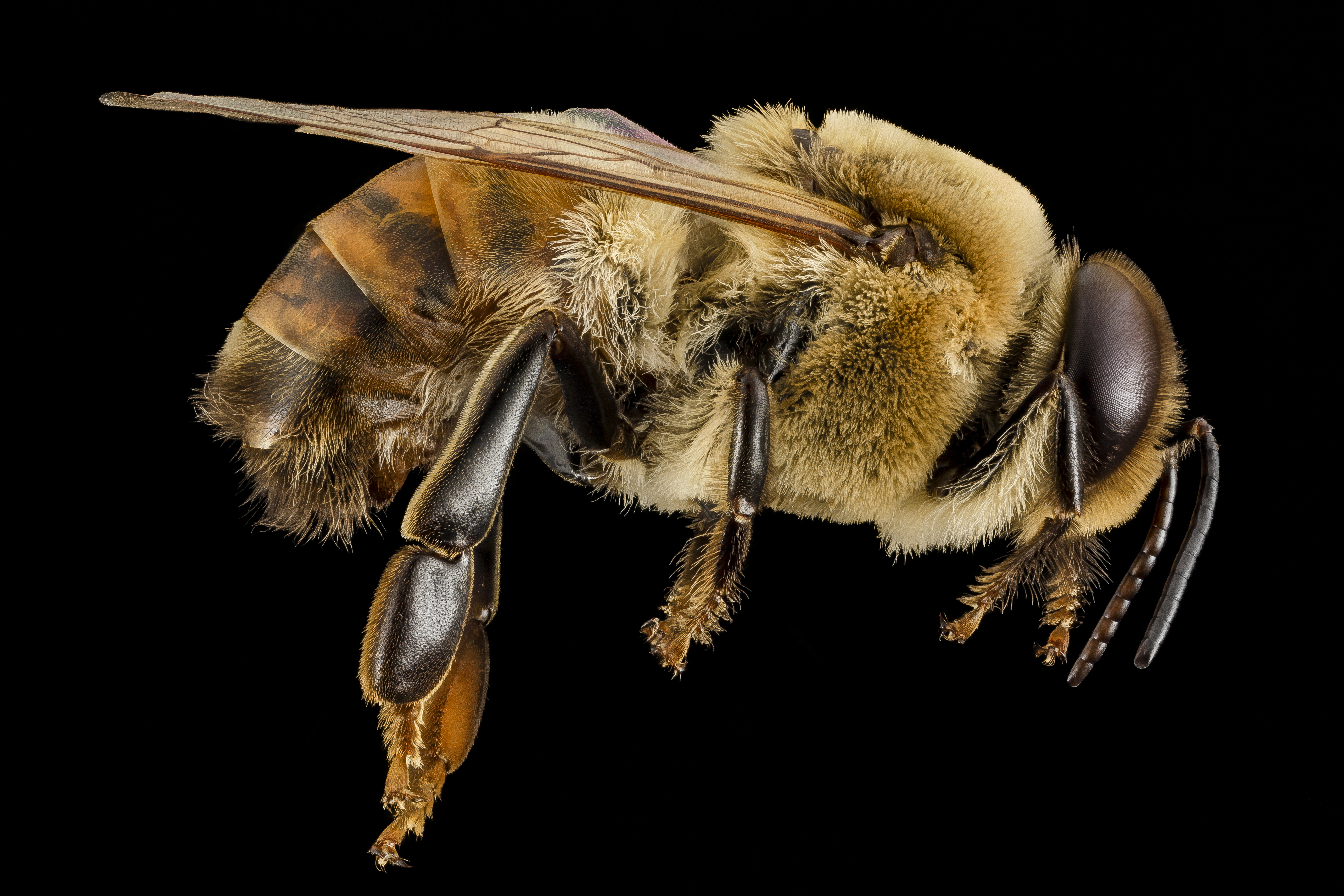
Abeja zángano fotografiado por el Laboratorio de Inventario y Monitoreo de Abejas del USGS.

Un área de congregación de zánganos es una región aérea donde las abejas zánganos y las abejas reinas vírgenes se reúnen para aparearse.

## Constitución
Las áreas de congregación de drones suelen tener unos 100 metros (109,4 yd) de diámetro y de 15 a 30 metros (50 a 100 ft) sobre el suelo. Tienen la forma de un cono que apunta hacia arriba, con una densidad de zánganos más baja hacia la parte superior. Los límites están claramente definidos: los zánganos no se aparearán con reinas ni siquiera un poco fuera del área.
En el transcurso de un día, aproximadamente 12 000 drones visitaron un área de congregación de drones, y los drones representados en una pueden ser de cientos de colonias diferentes. Sin embargo, estos números de población son muy variables dependiendo de las circunstancias.

## Características geográficas
No se sabe exactamente por qué las áreas de congregación de zánganos tienen las ubicaciones que tienen, o cómo las localizan las abejas. Sin embargo, existe considerable evidencia de que dependen de las características estáticas del paisaje. Los zánganos se congregarán en estas áreas incluso en ausencia de reinas, y permanecerán en áreas similares año tras año, con un área de congregación de zánganos que permanecerá en el mismo lugar durante casi 200 años. Además, si se traen zánganos desde fuera del área local, aún encuentran rápidamente las áreas de congregación locales.
La mayoría de las áreas de congregación de zánganos son espacios abiertos rodeados por una barrera; el área abierta brinda visibilidad mientras que la barrera (vegetación, colinas, etc.) brinda protección contra el viento. Las abejas también tienden a volar a elevaciones bajas. Las ubicaciones orientadas al sur también son preferidas en el hemisferio norte; esto puede deberse a diferencias en la irradiación solar o la magnetorrecepción de las abejas.

## Rutas migratorias
Los zánganos encuentran su camino hacia áreas de congregación de zánganos a lo largo de rutas aéreas, trayectorias compartidas específicas. Estos generalmente siguen características en el paisaje, como líneas de árboles. Las áreas de congregación de zánganos a menudo ocurren en la intersección de rutas aéreas, aunque no todas las intersecciones forman áreas de congregación. Las rutas migratorias, como las áreas de congregación de zánganos, son estables durante un período de años.

## Papel de las feromonas
Las feromonas también desempeñan un papel en la unión de los zánganos en la ubicación exacta de la reina. El procedimiento estándar de la Asociación Internacional de Investigación de Abejas para ubicar áreas de congregación de zánganos implica el uso de una reina o una reina ficticia (marcada con feromonas) para atraer zánganos del grupo difuso de un área típica de congregación de zánganos a un grupo visible. Además de la atracción de los zánganos por las reinas, los zánganos se sienten atraídos por otros zánganos, y las reinas vírgenes se sienten atraídas por los zánganos.